# 2009年印尼C-130运输机空难
2009年印尼C-130运输机空难是2009年5月20日，一架印度尼西亞空軍的C-130运输机坠毁于东爪哇省玛克丹的空难。失事的C-130运输机已服役40多年，当天早上载着109人，包括11名机组人员和98名印尼空军的官兵及其家属，从雅加达起飞，前往南苏拉威西省望加锡进行日常飞行训练。6时25分，在东爪哇省玛克丹坠毁。飞机坠落时，首先撞坠地面6间房屋，造成地面3人丧生。飞机最后撞毁于农田中，并起火燃烧。整起空难共造成99人死亡，15人受伤。